# Freedom U740
Freedom U740 — система на кристалі компанії SiFive, що містить чотири обчислювальних процесорних ядра архітектури RISC-V.

## Структура
Комплекс ядер (англ. core complex) U74-MC містить наступні частини:
- Чотири обчислювальних ядра U74, що реалізують систему команд RV64GC
- Одне допоміжне ядро S7 (система команд RV64IMAC)
- Кеш-пам'ять 1-го і 2-го рівнів
- Контролер переривань PLIC (англ. Platform-Level Interrupt Controller)
- Постійна пам'ять (ROM), що містить інструкції початкового завантаження системи
- Інтерфейси TileLink, оперативної пам'яті DDR4, а також відлагоджувальний інтерфейс JTAG

Комплекс U74-MC є «серцем» системи на кристалі Freedom U740. Крім нього, на чипі розташовані також такі інтерфейси:
- PCI Express Gen3 x8 (може використовуватись, наприклад, для під'єднання сучасної відеокарти)
- Gigabit Ethernet
- Quad-SPI
- I²C
- UART
- GPIO
- PWM

Максимальна частота ядер U74 становить 1,4 ГГц. Інструкції виконуються у порядку слідування (англ. in-order) — відповідно, спекулятивне виконання відсутнє, як і відсутні уразливості, притаманні процесорам, які його реалізують.

## Історія
Систему на кристалі анонсовано восени 2020 року, а перші плати SiFive Unmatched з цими процесорами замовники почали отримувати навесні-влітку 2021-го року.
2022-го року фірма SiFive оголосила про згортання виробництва плат SiFive Unmatched, і про поступовий перехід до новіших реалізацій мікропроцесорів, таких як Performance P550, P650 і P670.